# Jean Lacombe (homme politique, 1943)
Pour les articles homonymes, voir Jean Lacombe et Lacombe.
 (janvier 2025).
Si vous disposez d'ouvrages ou d'articles de référence ou si vous connaissez des sites web de qualité traitant du thème abordé ici, merci de compléter l'article en donnant les références utiles à sa vérifiabilité et en les liant à la section « Notes et références ».
Jean Lacombe, né le 16 avril 1943 à Sète (Hérault) et mort le 23 juillet 2025 à Paris,, est un homme politique français. Il est député de l’Hérault entre 1981 et 1993 du groupe socialiste à l’Assemblée nationale.

## Biographie
Jean Lacombe naît à Sète le 16 avril 1943. Il entre à l'école normale d'instituteur en 1960 puis au Centre national de pédagogie spéciale en 1964. Il obtient en 1966 le diplôme d'éducateur.
Entre 1977 et 1981, il est professeur au collège Jean Moulin à Sète en section d'éducation spécialisée.
Il est animateur directeur et formateur d'activités post et péri-scolaires. Il pilote des stages de formations de cadres de centres de vacances avec les CEMEA (Centre d'entraînement aux méthodes d'éducation active) et dirige des centres de vacances et de classes de mer.
À Sète, il participe à la création de l'association gestionnaire de l'Institut médico-éducatif (IMP), de l'Institut médicoprofessionnel (IMPRO) et du Centre médico-psycho-pédagogique (CMPP) et en devient membre fondateur au sein du Conseil d'administration.
Jean Lacombe est élu en 1971, 1977, 1983 et 1989 au conseil municipal de Sète. Il est maire-adjoint de 1971 à 1983.
Il est élu en 1979 au conseil régional Languedoc-Roussillon, et en est l'un des vice-présidents de 1979 à 1986.
Il fonde le CEPRALMAR (Centre d'études et de promotion des activités lagunaires et maritimes) en 1980.
Il est élu député en 1981, réélu en 1986 et 1988.
Entre 1993 et 2006, il est consultant, expert du commerce extérieur des produits congelés : secrétaire général d'une organisation d'entreprises dans l'importations-exportations de produits alimentaires, membre du comité consultatif de la pêche (Commission européenne, Bruxelles), membre du CA de l'Office interprofessionnel des produits de la mer et de l'aquaculture (OFIMER) et membre du comité « Douanes Entreprises » à Paris.
Il publie en 1990, Nord-Sud face à l'urgence, un entretien avec Willy Brandt, aux éditions Espaces 34, préfacé par François Mitterrand, et en 2021 Mémoires d'outre-môle. L'édifiante histoire d'un élu de la république aux Editions des Trois colonnes, préfacé par Alain Rollat.

## Détail des fonctions et des mandats

### Mandat parlementaire
- 21 juin 1981 - 1er avril 1993 : député de l'Hérault.